# Дизель (хокейний клуб)
Хокейний клуб «Дизель» — хокейний клуб з м. Пензи, Росія. Виступає у чемпіонаті Вищої хокейної ліги. Заснований у 1956 році. Попередні назви: «Торпедо», «Іскра», «Труд», «Дизеліст».
Чемпіон РСФСР (1963), бронзовий призер (1962). Срібний призер Першості СРСР (1976), бронзовий призер (1968). Срібний призер Першості Росії (1996), бронзовий призер (2010).
Домашні ігри проводить у Льодовому палаці спорту «Темп» (3700). Офіційні кольори клубу жовтий і синій.

## Історія
Перша команда у Пензі виникла після Другої світової війни, у 1948 році. Людиною, яка дала поштовх до розвитку хокею у місті, був Є. С. Швах. Він приїхав до Росії перед війною. Не знаючи російської мови, саме він допоміг створити у Пензі першу хокейну команду «Спартак». У чемпіонатах країни хокеїсти з Пензи виступають з 1955 року — тоді команда представляла Пензенський Індустріальний Інститут і називалася «Буревісник».
З 1963 року, після включення у 2-у підгрупу класу А, команда називалася вже «Дизеліст», що було пов'язано з тим, що команда стала на той момент представляти Пензенський Дизельний Завод. Вже пізніше команда не раз змінювала «господаря», але назву, через одностайну думку хокеїстів і вболівальників вирішено було не змінювати. На фінальних матчах Всеросійського хокейного чемпіонату, які проходили з 21 лютого по 5 березня 1963 року, команда завоювала перше місце і звання чемпіона РРФСР. З 1964 року вона грала на першість СРСР у класі А.
У сезоні 1973—74 років «Дизеліст» посів 1-е місце у західній зоні другої ліги і вийшов у першу. Найбільшим досягненням команди у першій лізі чемпіонату СРСР стало 2-е місце у сезоні 1975—76. У 1988 році команда вилетіла з першої ліги, але повернулася туди у 1992 році. У першості Росії «Дизеліст» виступав досить непогано. Хоча у сезоні 1993—94 пензенці вилетіли з Елітної ліги, але вже через два роки, у сезоні 1995—96 вони змогли посісти 2-е місце у фінальному турнірі першості Росії і вийти у РХЛ. У РХЛ команда відіграла два не дуже вдалих сезони і в результаті опинилася у Вищій лізі. Після закінчення сезону 2001—02, пензенська команда добровільно покинула Вищу лігу з фінансових міркувань. Буквально за кілька місяців у Пензі був створений абсолютно новий клуб. Відігравши наступний сезон у першій лізі, команда під уже новою назвою «Дизель» завоювала право виступити у сезоні 2003—04 у турнірі класом вище.
У Вищій лізі чемпіонату Росії команда з Пензи тричі пробивалася у півфінал змагань (2005—06, 2007—08 і 2009—10 сезонах). В останньому сезоні, перед створенням ВХЛ, «Дизель» завоював бронзові медалі.

## Досягнення
- Чемпіон РСФСР (1963), бронзовий призер (1962)
- Срібний призер Першості СРСР (1976), бронзовий призер (1968)
- Срібний призер Першості Росії (1996), бронзовий призер (2010)

## Стадіон
Льодовий палац спорту «Темп» здано в експлуатацію 4 грудня 1965 року. Палац спорту з штучним льодом, побудований методом народного будівництва. Місткість 3,700 глядачів.

## Відомі гравці
Найсильнішими в команді були: 
- воротарі — Є. Єграшин, Р. Давидов;
- захисники — С. Пережогін, А. Агневщиков, В. Шведов, А. Мокшанцев;
- нападники — Д. Шандура, Ігор Сафонов, О. Буличов, Володимир Іванцов, А. Сергієвський, Олег Бутилін.

Відомі вихованці:
- воротарі — Юрій Шундров, Володимир Герасимов;
- захисники — Василь Первухін, Віталій Атюшов;
- нападники — Володимир Голіков, Олександр Голіков, Олександр Герасимов, Олександр Кожевников, Юрій Мойсеєв, Сергій Свєтлов, Сергій Яшин, Ян Камінський[en].